# Clayton R. Lusk
Clayton Riley Lusk (* 26. Dezember 1872 in Lisle, Broome County, New York; † Februar 1959) war ein US-amerikanischer Rechtsanwalt und Politiker (Republikanische Partei).

## Werdegang
Clayton Riley Lusk graduierte mit einem Bachelor of Laws (LL.B.) an der Cornell University Law School und bekam 1902 seine Zulassung als Anwalt.
Lusk entschied sich eine politische Laufbahn zu verfolgen, als er 1918 erfolgreich für den Cortland County um einen Sitz in den Senat von New York kandidierte. Er hatte zwischen 1919 und 1920 den Vorsitz über das Joint Legislative Committee to Investigate Seditious Activities, das besser bekannt war als das Lusk Committee. Es bestand aus vier Senatoren und fünf Abgeordneten.
Lusk war 1921 und 1922 Mehrheitsführer (Majority Leader) im Senat von New York. Am 26. September 1922, nach dem Rücktritt von Vizegouverneur Jeremiah Wood, der zum Richter am Verwaltungsgericht von New York ernannt wurde, wurde Lusk zum Präsidenten pro tempore ernannt und war bis zum Ende des Jahres kommissarischer Vizegouverneur von New York. Zum Ende seiner dritten Amtszeit wurde eine Untersuchung eingeleitet, die den Verdacht klären sollte, ob er Spenden angenommen hat für die Unterstützung oder Ablehnung von bestimmten Gesetzen.

## Ehrungen
Ein Stadion der State University of New York at Cortland ist nach ihm benannt.